# ペドロ・ミゲル・ゴメス・デルガド
ペドロ・ミゲル・ゴメス・デルガド（ポルトガル語: Pedro Miguel Gomes Delgado、中国語: 佩德罗·米格尔·戈麦斯·德尔加多、1997年4月7日 - ）は、ポルトガル・ポルティモン出身のサッカー選手。中国・スーパーリーグの成都蓉城に所属している。元ポルトガル代表。ポジションはMF。
2019年に中国に帰化したものの、帰化する事が出来た理由は明らかになっていない選手である。

## 経歴
2016年8月28日、インテルナツィオナーレ・ミラノの下部組織から、かつて所属していたスポルティング・クルーベ・デ・ポルトゥガルにジョアン・マリオの移籍の対価の一部として移籍。同年9月11日にスポルティング・クルーベ・デ・ポルトゥガルBで初出場し選手となった。
2018年8月に中国サッカー・スーパーリーグの山東泰山足球倶楽部に完全移籍。しかし同年は外国籍選手の登録制限人数を超過していたため、彼は登録されず公式戦出場もまたなかった。
2020年2月1日にプリメイラ・リーガのCDアヴェスに2019-20シーズン終了までの契約で期限付き移籍。

## 代表歴
ポルトガルの年代別代表としてUEFA U-17欧州選手権2014、UEFA U-19欧州選手権2016、2017 FIFA U-20ワールドカップといった大会に出場経験がある。
後に中華人民共和国に帰化したため代表出場資格を失った。

## 私生活
父のアミルカル・デルガドはカーボベルデ出身の元サッカー選手、現サッカー指導者。
2019年に中華人民共和国に帰化したが、中華人民共和国に来て僅か1年で帰化する事が出来た理由は明らかにされていない。一部報道では祖父が広東省からモザンビークに移住したためと報じられており、彼自身も民族を漢民族としているが、他社の報道では中国系の血を引いていないとされており、後者が一般的な見解となっている。